# Бернс, Хизер
Хи́зер Бернс (англ. Heather Burns; род. 7 апреля 1975, Чикаго, Иллинойс) — американская актриса.

## Биография
Бернс родилась в Чикаго, штат Иллинойс, и окончила школу искусств Тиш Нью-Йоркского университета.
В 1996 году она дебютировала в дневной мыльной опере «Одна жизнь, чтобы жить», после чего появилась в эпизоде сериала «Закон и порядок» и сыграла в кинофильме «Вам письмо».
Бернс появилась в ряде театральных постановок и играла роли второго плана на телевидении и в кино. Она появилась в трёх фильмах с Сандрой Буллок, включая «Мисс Конгениальность», «Любовь с уведомлением» и «Мисс Конгениальность 2: Прекрасна и опасна», а также играла подругу персонажа Николь Кидман в «Колдунья». На телевидении она имела регулярные роли в ситкомах «Двадцать хороших лет» (NBC, 2006) и «Смертельно скучающий» (HBO, 2009—2011).
В студенческие годы Бернс начала встречаться с актёром Аджаеем Найду, в 2005 году состоялась их помолвка, а в 2012 году они официально поженились. В январе/феврале 2016 года у супругов родился сын.

## Фильмография
- 1998 — Вам письмо
- 2000 — Мисс Конгениальность
- 2000 — Ты здесь
- 2002 — Любовь с уведомлением
- 2003 — Убейте бедных
- 2005 — Мисс Конгениальность 2: Прекрасна и опасна
- 2005 — Колдунья
- 2005 — Бруклинский Лобстер
- 2005 — Понимание
- 2006 — Мальчишник
- 2007 — Насмотревшись детективов
- 2008 — Удушье
- 2009 — Сломанная вершина
- 2010 — Пепел
- 2010 — Слабость
- 2011 — Долина Солнца
- 2011 — Сколько у тебя?
- 2012 — Рождество Фитцджеральдов
- 2016 — Манчестер у моря